# Покровка (Абанский район)
Покро́вка — село в Абанском районе Красноярского края. Административный центр Покровского сельсовета.

## География
Удаление от районного центра (Абан) 32 км.
Улицы села: Молодёжная, Новая, Советская.

## История
Основано в 1918 г. В 1926 году деревня Покровка 3-я состояла из 60 хозяйств, основное население — русские. Центр Покровского 3-го сельсовета Абанского района Канского округа Сибирского края.

## Население
| 1926 | 1989 | 2002 | 2010 |
| ---- | ---- | ---- | ---- |
| 300  | ↘127 | ↗134 | ↘92  |